# بيل ماثيوز
بيل ماثيوز هو سياسي كندي، ولد في 22 يوليو 1947 في كندا. حزبياً، نشط في الحزب الليبرالي الكندي والحزب الكندي التقدمي المحافظ. وقد انتخب عضو المجلس النيابي لنيوفندلاند ولابرادور ‏ (1982 – 1996) وانتخب عضو مجلس العموم الكندي.